# Standesia dorsolonga
Standesia dorsolonga är en kräftdjursart som beskrevs av D. R. Rome. Standesia dorsolonga ingår i släktet Standesia och familjen Cyprididae. Inga underarter finns listade i Catalogue of Life.